# RRP 117
Das RRP 117 (englisch: Remote Radar Post) ist ein D-Band-Phased-Array-Radarsystem der Luftverteidigung. Operationeller Nutzer in Deutschland ist der Einsatzführungsdienst der Luftwaffe. Weitere Radargeräte der Luftwaffe sind HADR (Radar), GM 406F und RAT 31DL, sie gehören zum nichtnavigatorischen Ortungsfunkdienst und sind ortsfeste nichtnavigatorische Ortungsfunkstellen.

## System
Das RRP 117 besteht aus einem Luftraumüberwachungsradar in Halbleitertechnik (ungefähr 300 Leistungsmodule in einer Antenne), einem Sekundärradar und Subsystemen zur Simulation. Das RRP 117 liefert 3D-Zielinformationen in Echtzeit und korreliert mit Sekundärradar-Daten über den gesamten Erfassungsraum von rund 450 km. Das RRP 117 arbeitet durch vertikale Strahlschwenkung mit einer sich ständig mit sechs Umdrehungen pro Minute drehenden planaren Phased-Array-Antenne und ist eine für deutsche Anforderungen veränderte Version des 1983 eingeführten US-amerikanischen AN/FPS-117-Long Range-Solid-State-Radars. Dieser Typ war noch bis circa 2005 auf dem Flughafen Berlin-Tempelhof als sogenanntes „Berlin-Radar“ installiert.
Das US-amerikanische AN/FPS-117 ist in verschiedenen Versionen auf dem Rüstungsmarkt verfügbar, darunter die modernisierte Version AN/TPS-117. Insgesamt wurden rund 127 Stück (Stand: August 2006) in folgende Staaten exportiert: Australien (seit 1997), Belgien, Brasilien (seit 2009 als TPS-B34), Dänemark (seit 2007), Estland (seit 2003), Island, Italien, Jordanien, Kanada, Kroatien, Kuwait (seit 1993), Lettland (seit 2003), Pakistan, Rumänien (seit 1998), Saudi-Arabien (17 Stück), Südkorea, Taiwan, der Türkei und Ungarn.

## Dislozierung in Deutschland
In Deutschland sind seit 1998 acht Radargeräte vom Typ RRP 117 in Betrieb. Die Antennenanlagen befinden sich unter Radomen, um Wettereinflüsse zu minimieren. Sie unterstehen dem Einsatzführungsdienst der Luftwaffe (EinsFüDstLw):
| Bezeichnung                                  | Standort                | Unterstellung                          |
| -------------------------------------------- | ----------------------- | -------------------------------------- |
| Abgesetzter Technischer Zug 351 (AbgTZg 351) | Putgarten               | Einsatzführungsbereich 3 (EinsFüBer 3) |
| AbgTZg 352                                   | Cölpin                  | EinsFüBer 3                            |
| AbgTZg 353                                   | Tempelhof               | EinsFüBer 3                            |
| AbgTZg 354                                   | Döbern                  | EinsFüBer 3                            |
| AbgTZg 355                                   | Gleina                  | EinsFüBer 3                            |
| AbgTZg 356                                   | Radarstellung Kalkhorst | EinsFüBer 3                            |
| AbgTZg 357                                   | Döbraberg               | EinsFüBer 3                            |
| AbgTZg 358                                   | Großer Arber            | EinsFüBer 3                            |

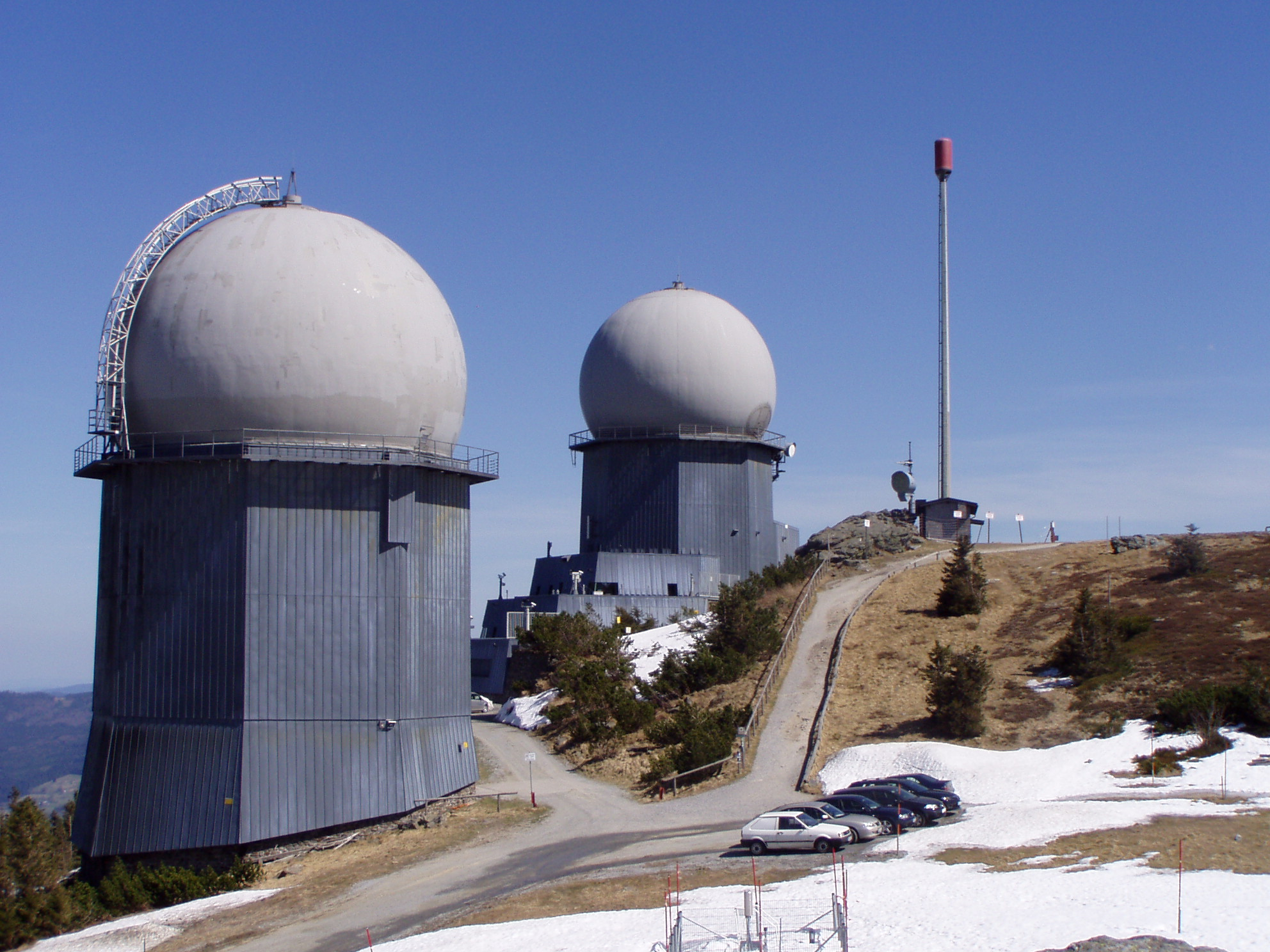
AbgTZg 358 auf dem Großen Arber; Radom rechts mit RRP 117
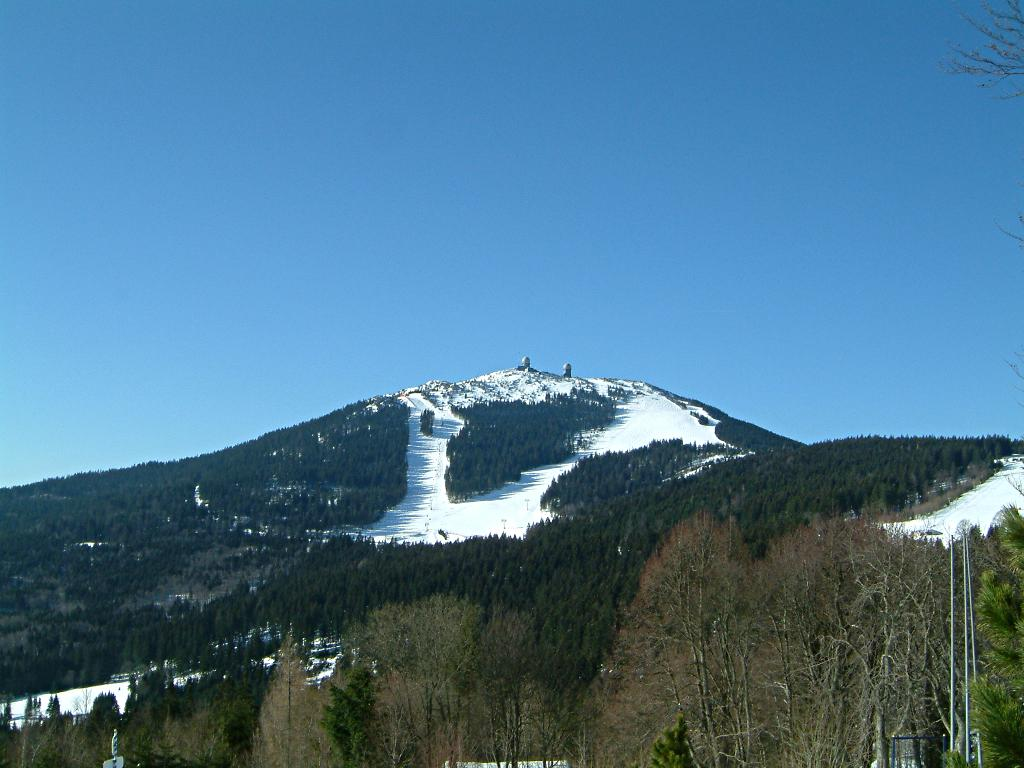
Großer Arber mit den beiden Radarkuppeln des AbgTZg 358
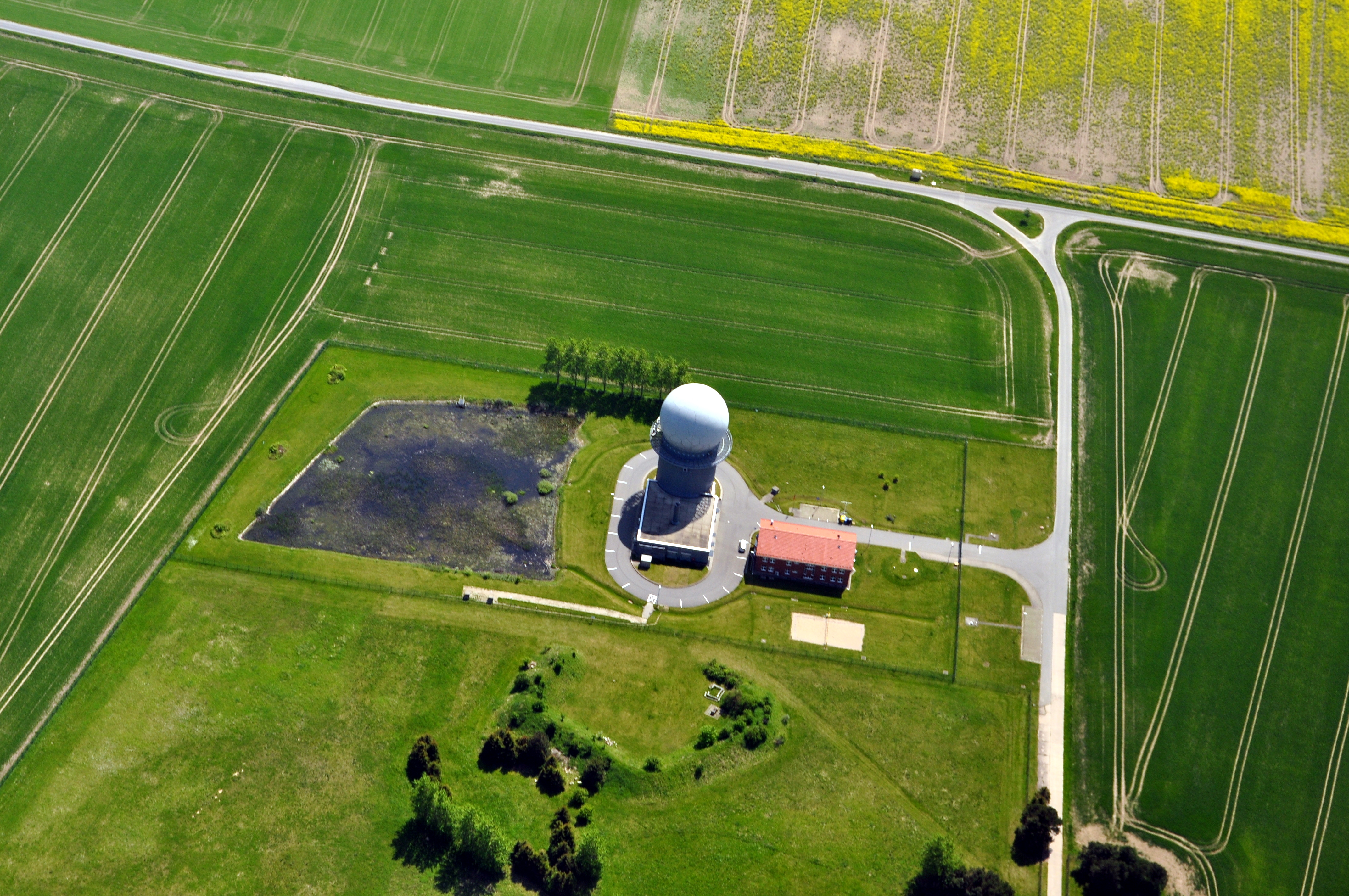
RRP 117, AbgTZg 351, Putgarten
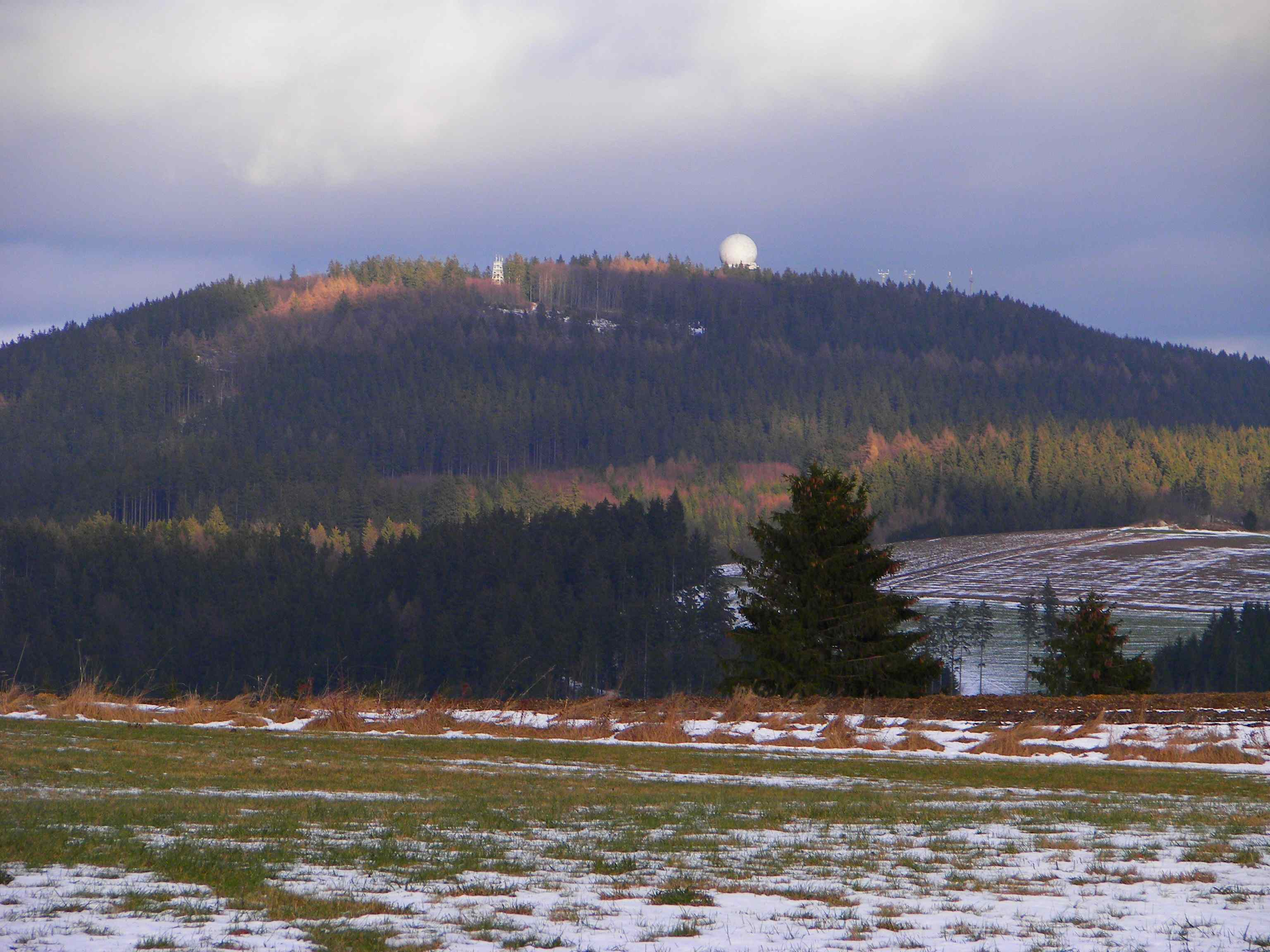
RRP 117, AbgTZg 357, Döbraberg
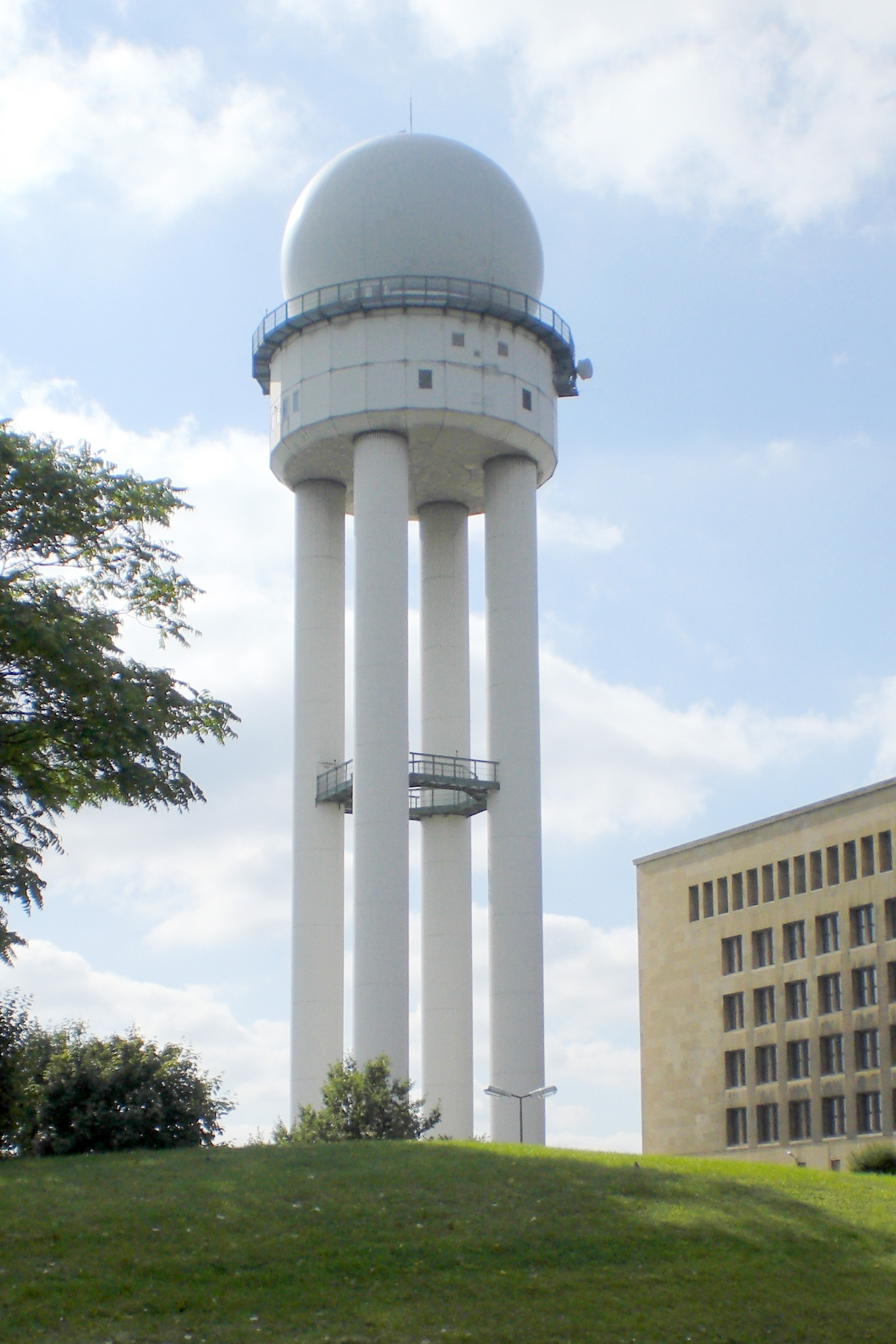
RRP 117, AbgTZg 353 Berlin-Tempelhof
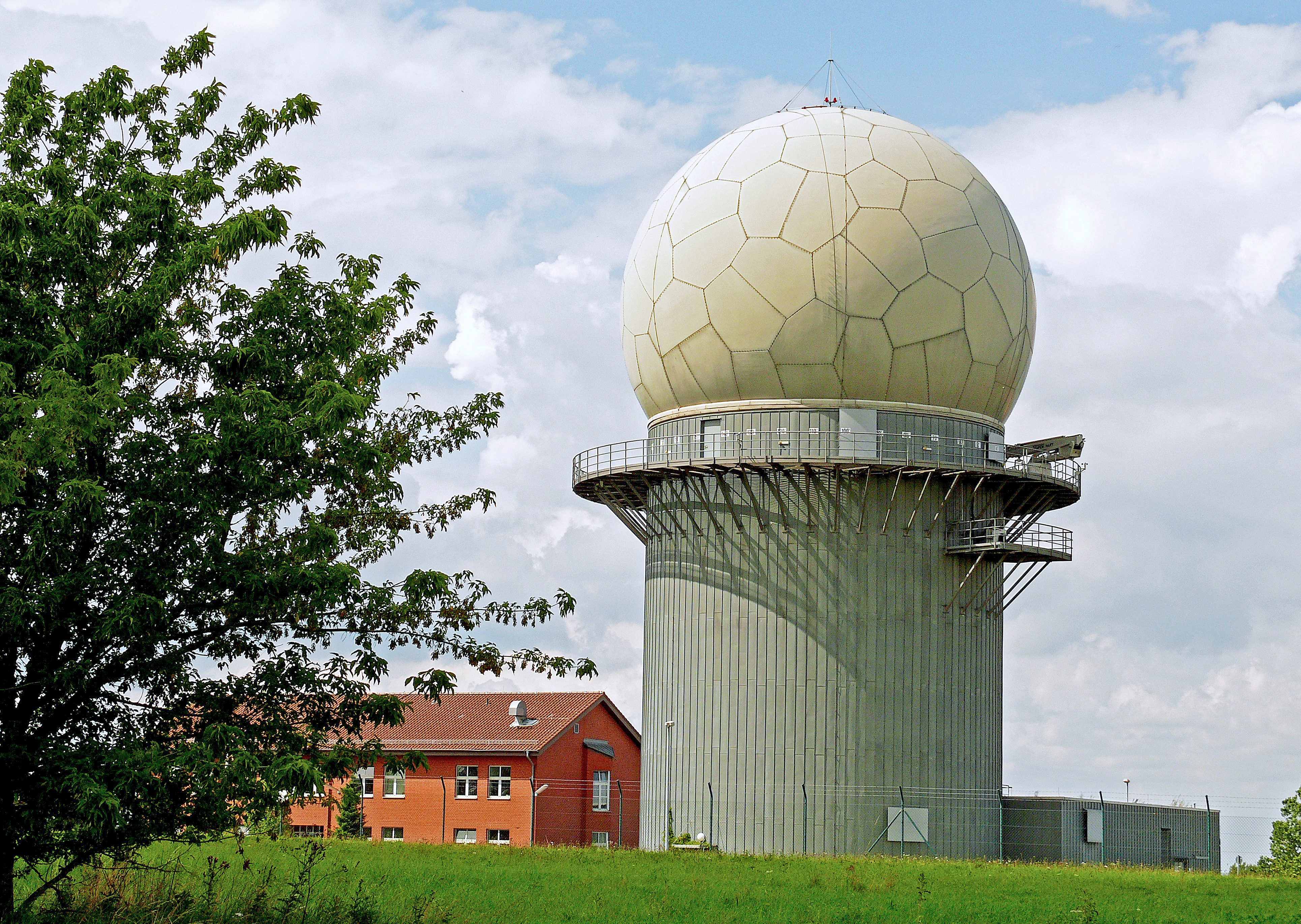
RRP 117, AbgTZg 356, Radarstellung Kalkhorst (MV)

## Technische Daten
Die Sendefrequenz wird aus Gründen des Schutzes vor aktiven Störungen im Frequenzsprungverfahren auf 18 Frequenzkanälen von Impuls zu Impuls zufällig beziehungsweise statistisch verteilt. In niedrigen Höhenwinkeln werden für eine Bewegtzielerkennung auch mehrere aufeinanderfolgende Impulse mit gleicher Sendefrequenz genutzt.
| Technische Daten RRP-117 | Technische Daten RRP-117 |
| ------------------------ | ------------------------ |
| Frequenzbereich          | 1215–1400 MHz (NJFA)     |
| Pulswiederholzeit        | 0,9–4 ms                 |
| Pulswiederholfrequenz    | 400 und 800 Hz           |
| Sendezeit (PW)           | 100 / 800 µs             |
| Empfangszeit             | 0,6 / 3 ms               |
| Totzeit                  | ca. 200 µs               |
| Pulsleistung             | > 25 kW                  |
| Durchschnittsleistung    |                          |
| angezeigte Entfernung    | bis 463 km               |
| Entfernungsauflösung     | 120 m                    |
| Öffnungswinkel           | β:3,4°, ε:2,7°           |
| Trefferzahl              | 1 bis 3                  |
| Antennenumlaufzeit       | 10 s                     |